# Bob Brookmeyer Plays Bob Brookmeyer and Some Others
Bob Brookmeyer Plays Bob Brookmeyer and Some Others è un album-EP di Bob Brookmeyer realizzato nel dicembre del 1954 dall'etichetta Clef Records.

## Tracce
Lato A
Bob Brookmeyer Plays Some Others
1. There Will Never Be Another You (Harry Warren, Mack Gordon)

Lato B
Bob Brookmeyer Plays Bob Brookmeyer
1. The Bulldog Blues (Bob Brookmeyer)